# 中华人民共和国行政区划
根据中华人民共和国民政部《民政事业发展统计公报》，中华人民共和国的行政区划分为省级行政区、地级行政区、县级行政区、乡级行政区。其中，省级行政区包括省、自治区、直辖市、特别行政区4类；地级行政区包括地级市、地区、自治州、盟4类；县级行政区包括市辖区、县级市、县、自治县、旗、自治旗、林区、特区8类；乡级行政区包括镇、乡、民族乡、苏木、民族苏木、街道办事处、区公所7类。根据香港、澳门特别行政区《基本法》，香港、澳门特别行政区不设政权性区域组织。

## 区划制度

### 法定行政区划
根据《中华人民共和国宪法》，全国分为省、自治区、直辖市；省、自治区分为自治州、县、自治县、市；县、自治县分为乡、民族乡、镇。此外，直辖市和较大的市分为区、县。自治州分为县、自治县、市。
根据《中华人民共和国地方各级人民代表大会和地方各级人民政府组织法》第八十五条规定，省、自治区的人民政府在必要的时候，经国务院批准，可以设立若干派出机关。县、自治县的人民政府在必要的时候，经省、自治区、直辖市的人民政府批准，可以设立若干区公所，作为它的派出机关。市辖区、不设区的市的人民政府，经上一级人民政府批准，可以设立若干街道办事处，作为它的派出机关。《中华人民共和国宪法通释》指出，“这些派出机构在实践中被称作行政公署或盟、区公所和街道办事处三类，其职责是代表设立派出机构的人民政府行使各项职权，而不是一级独立的政权机构，因而不是一级行政区划。”
| 中華人民共和國法定行政區劃层次架构 | 中華人民共和國法定行政區劃层次架构 | 中華人民共和國法定行政區劃层次架构 | 中華人民共和國法定行政區劃层次架构 |
| 省级行政区                         | （较大的市、州）                   | 县级行政区                         | 乡级行政区                         |
| ---------------------------------- | ---------------------------------- | ---------------------------------- | ---------------------------------- |
| 省 自治区                          | 县 自治县 市                       | 县 自治县 市                       | 乡 民族乡 镇                       |
| 省 自治区                          | 较大的市                           | 区 县 自治县                       | 乡 民族乡 镇                       |
| 省 自治区                          | 自治州                             | 县 自治县 市                       | 乡 民族乡 镇                       |
|                                    |                                    |                                    | 乡 民族乡 镇                       |
| 直辖市                             | 区 县 自治县                       | 区 县 自治县                       | 乡 民族乡 镇                       |
|                                    |                                    |                                    |                                    |
| 特别行政区                         | （不设政权性区域组织）             | （不设政权性区域组织）             | （不设政权性区域组织）             |

1. ↑  1954年通过的《中华人民共和国宪法》规定，“直辖市和较大的市分为区[5]。”1959年9月17日，第二届全国人大常委会通过的《全国人民代表大会常务委员会关于直辖市和较大的市可以领导县自治县的决定》规定直辖市、较大的市可以领导县、自治县[6]，确立了“市管县”体制。但上述决定于1987年被第六届全国人大常委会以“已有新法代替”为由决定废止[7]。根据《全国人民代表大会常务委员会关于批准法制工作委员会关于对1978年底以前颁布的法律进行清理的情况和意见的报告的决定》规定，“对现已失去法律效力的111件法律，除已由新法规定废止的11件以外，对其余的100件，建议全国人大常委会明确这些法律已经不再适用，但是过去根据这些法律对有关问题做出的处理仍然是有效的”，因此1987年11月24日以前由直辖市、较大的市领导的自治县，仍有明确法律依据[7]。1982年通过的《中华人民共和国宪法》已规定了“直辖市和较大的市分为市辖区、县”[3]。但1987年11月24日以后新出现的直辖市、较大的市领导自治县之情形，除经全国人大及其常委会授权的外，则因上述《决定》被废止而失去了法律明文依据。
2. ↑  目前仅重庆市辖有石柱土家族自治县、彭水苗族土家族自治县、酉阳土家族苗族自治县、秀山土家族苗族自治县共4个自治县。重庆直辖市设立时，《全国人民代表大会常务委员会关于直辖市和较大的市可以领导县自治县的决定》虽已废止[7]，但根据1997年3月14日八届全国人大五次会议通过的《第八届全国人民代表大会第五次会议关于批准设立重庆直辖市的决定》，“重庆直辖市管辖原重庆市、万县市、涪陵市和黔江地区所辖行政区域”。原属四川省黔江地区的石柱土家族自治县、彭水苗族土家族自治县、黔江土家族苗族自治县、酉阳土家族苗族自治县、秀山土家族苗族自治县因此划归重庆市管辖[8]。

### 民政部登记行政区划
根据中华人民共和国民政部《民政事业发展统计公报》，全国行政区划分为省级行政区、地级行政区、县级行政区、乡级行政区。其中，省级行政区包括省、自治区、直辖市、特别行政区4类；地级行政区包括地级市、地区、自治州、盟4类；县级行政区包括市辖区、县级市、县、自治县、旗、自治旗、林区、特区8类；乡级行政区包括镇、乡、民族乡、苏木、民族苏木、街道办事处、区公所7类。
| 中華人民共和國民政部登记行政區劃层次架构 | 中華人民共和國民政部登记行政區劃层次架构 | 中華人民共和國民政部登记行政區劃层次架构 | 中華人民共和國民政部登记行政區劃层次架构     | 中華人民共和國民政部登记行政區劃层次架构     |
| 省级行政区                               | 地级行政区                               | 地级行政区                               | 县级行政区                                   | 乡级行政区                                   |
| ---------------------------------------- | ---------------------------------------- | ---------------------------------------- | -------------------------------------------- | -------------------------------------------- |
| 省 自治区                                | （省直辖）                               | （省直辖）                               | 县（旗） 自治县 县级市 林区                  | 乡（苏木） 民族乡（民族苏木） 镇 街道 区公所 |
| 省 自治区                                | 地区 （盟）                              |                                          | 县（旗） 自治县 县级市 林区                  | 乡（苏木） 民族乡（民族苏木） 镇 街道 区公所 |
| 省 自治区                                | 地级市                                   | 地级市                                   | 市辖区 县（旗） 自治县（自治旗） 县级市 特区 | 乡（苏木） 民族乡（民族苏木） 镇 街道 区公所 |
| 省 自治区                                | 自治州                                   | （州直辖）                               | 县 自治县 县级市                             | 乡（苏木） 民族乡（民族苏木） 镇 街道 区公所 |
| 省 自治区                                | 自治州                                   | 地区                                     | 县 自治县 县级市                             | 乡（苏木） 民族乡（民族苏木） 镇 街道 区公所 |
|                                          |                                          |                                          |                                              | 乡（苏木） 民族乡（民族苏木） 镇 街道 区公所 |
| 直辖市                                   | 市辖区 县 自治县                         | 市辖区 县 自治县                         | 市辖区 县 自治县                             | 乡（苏木） 民族乡（民族苏木） 镇 街道 区公所 |
|                                          |                                          |                                          |                                              |                                              |
| 特别行政区                               | （不设政权性区域组织）                   | （不设政权性区域组织）                   | （不设政权性区域组织）                       | （不设政权性区域组织）                       |

1. ↑  其中，河南省直辖1个县级市；湖北省直辖3个县级市、1个林区；海南省直辖5个县级市、4个县、6个自治县（海南所有的县级市、县、自治县均为省直辖，地级市不辖县）；新疆维吾尔自治区直辖12个县级市（新疆直辖县级市实际上由新疆生产建设兵团管理）[9]。
2. 1 2 3 4 5  内蒙古自治区的盟与地区相同、旗与县相同、苏木与乡相同、民族苏木与民族乡相同、嘎查与村相同，均不属于民族自治地方。内蒙古自治区的自治旗与自治县相同，属于民族自治地方。
3. 1 2 3 4  地区、盟、街道办事处、区公所依据《中华人民共和国宪法通释》的观点，只是上级行政区人民政府的派出机关，不是一级独立的政权机构，因而不是一级行政区划[1]。但鉴于民政部将上述派出机关作为一类行政区划进行登记[2]，故仍将地区、盟、街道办事处、区公所列于此表内。
4. ↑  《中华人民共和国地方各级人民代表大会和地方各级人民政府组织法》第八十五条仅授权市辖区、不设区的市的人民政府，经上一级人民政府批准，可以设立若干街道办事处，作为它的派出机关[4]。但实务中，部分县、自治县人民政府也设置了街道办事处。对此，河南省高级人民法院在（2019）豫行终2692号判决书中认为，“根据《组织法》第六十八条的规定，市辖区、不设区的市有权报经上一级政府批准设立街道办事处作为派出机关，而西华县政府不符合上述条件，其设立的街道办事处从法律上只能认定为西华县政府的派出机构，该街道办事处所做出的行为后果则应由西华县政府承担。本案中，虽然河南省人民政府、省民政厅有关文件同意西华县政府设立街道办事处，但由于上述文件与《组织法》的规定相冲突，故即使县政府设立了街道办事处，也不能产生《组织法》上的法律后果，仍应作为事实上的派出机构对待[10]。”
5. ↑  县级市一般由省、自治区直辖，地级市代管[11]。
6. ↑  其中，仅伊犁哈萨克自治州辖塔城地区、阿勒泰地区共2个地区行政公署[12][13]。除伊犁州外的其他所有自治州均直辖县、自治县、县级市。关于伊犁州下辖地区的法律依据等问题，请参见伊犁哈萨克自治州#行政地位争议。

## 区划类型

### 省级行政区
省级行政区是中华人民共和国最高层级的地方行政区。根据《中华人民共和国宪法》，省级行政区可划分为省、自治区、直辖市和特别行政区四大类别。
省，是中华人民共和国省级行政区域划分的基本单位。历史悠久，始设于元朝，并沿袭至今。
自治区，是少数民族聚居地方为实行民族区域自治而建立的相当于省的行政区域。自治区在中央政府下享有宪法和民族区域自治法赋予的民族自治权，在管理本地方、本民族的内部事务方面有较大自主性，自治区人大及其常委会有权制定自治条例和单行条例。现有内蒙古自治区、广西壮族自治区、西藏自治区、宁夏回族自治区、新疆维吾尔自治区共5个自治区。
直辖市，即中央直辖市，由国务院直接管辖，是人口比较集中，在政治、经济、文化等方面具有特别重要地位的大城市。直辖市享有较高的行政管理权限和经济自主权。现有北京市、上海市、天津市、重庆市共4个直辖市。
特别行政区，是为解决历史遗留问题而根据“一国两制”方针设置的具有特殊法律地位的省级行政区域。特别行政区享有高度的自治权，包括行政管理权、立法权、独立的司法权和终审权等，但外交和国防事务仍属中央人民政府管理。现有香港特别行政区和澳门特别行政区共2个特别行政区。

### 地级行政区
地级行政区是中华人民共和国介于省级行政区与县级行政区之间的一种行政区。根据民政部《民政事业发展统计公报》，地级行政区可划分为地级市、地区、自治州和盟四大类别。其中，由宪法明确规定设立的有较大的市（设区的市）、自治州，具有地方立法权。而地区行政公署、盟行政公署则是根据地方组织法另行规定设立的省级人民政府派出机关，不属于政权机关，不具有地方立法权。
地级市是在省级与县级之间建立的一级正式地方国家行政机关，1981年以后，本着“促进城乡结合和工农结合，打破条块分割”之目的，逐步普遍推行“撤地设市”（撤销地区行政公署、设立地级市），形成了“市管县”的地方行政组织体制。地级市属“广域市”，承担既管理城市区域又管理农村区域的双重职能。地级市的人大常委会主任、人民政府市长、人民法院院长、人民检察院检察长等主官由本级人民代表大会选举产生。1999年《民政部关于调整地区建制有关问题的通知》规定，调整后的地改市标准为：“地区所在的县级市从事非农产业的人口不低于15万人（人口密度50人／平方公里以下的不低于12万人），市政府驻地具有非农业户口的人口不低于12万人（人口密度50人／平方公里以下的不低于10万人）；国内生产总值不低于25亿元，其中第三产业产值在国内生产总值中的比重不低于30％。财政总收入不低于1.5亿元。”2015年《全国人大关于修改〈立法法〉的决定》以及2023年《决定》规定设区的市的人民代表大会及其常务委员会在一定范围内可以制定地方性法规，并授权各不设区的地级市比照适用《立法法》有关赋予设区的市地方立法权的规定。至此，所有地级市均具有地方性法规立法权。
自治州是中华人民共和国在少数民族聚居地区实行的民族区域自治制度下所设的一级行政区域，介于省级和县级之间。自治州下设县、自治县、县级市，实行自治管理，享有宪法和法律规定的民族自治权利。自治州的人民政府、人大常委会等机构组成人员，由本级人民代表大会选举产生，并报请上一级国家机关批准。
地区行政公署（简称“地区”）是省、自治区人民政府的派出机关（而非一级地方政权）。地区管理若干县、自治县和县级市。1975年以前称专区，设专员公署。在地区一级，除由省级政府派出地区行政公署以外，还由省级人大常委会、政协、高级法院、检察院分别派出人大工委、政协工委、中级法院、检察院分院等机构。地区的行政公署作为省（自治区）人民政府派出的行政管理机构，其行署专员、副专员等领导成员由省（自治区）人民政府任免。现有黑龙江省大兴安岭地区、西藏自治区阿里地区以及新疆维吾尔自治区喀什地区、和田地区、阿克苏地区、塔城地区、阿勒泰地区共7个地区行政公署。
盟行政公署（简称“盟”）是内蒙古自治区人民政府的派出机关（不属于一级地方政权）。盟管理若干县（旗）、县级市。目前与地区行政公署在行政层级、政权机关设置上相同。盟原为蒙古族各旗的会盟组织。1957年4月22日，内蒙古自治区人民代表大会通过《关于撤销盟、行政区一级政权建制改设自治区人民委员会派出机关的建议方案》，撤销盟一级政权，设立盟行政公署，作为内蒙古自治区人民委员会的派出机关。盟行政公署首长称盟长，由自治区人民政府任免。现有内蒙古自治区兴安盟、阿拉善盟、锡林郭勒盟共3个盟行政公署。

### 县级行政区
县级行政区是中华人民共和国介于地级行政区与乡级行政区之间的一种行政区。根据民政部《民政事业发展统计公报》，县级行政区可划分为市辖区、县级市、县、自治县、旗、自治旗、林区、特区八大类别。其中，由宪法明确规定设立的有县、自治县、市、市辖区。
县级市由地区、自治州、盟管理或由省、自治区直辖（也可委托地级市代管），具有较高的城市化水平和经济发展水平。
县是基本的县级行政单位，历史悠久，一般下辖乡、镇，主要负责农业地区的行政管理和社会服务。内蒙古自治区的若干县级行政区域称为旗，旗与县在行政层级、政权机关设置上基本相同。
自治县是在少数民族聚居地区设置的实行民族区域自治的一级行政区划，享有民族区域自治权。内蒙古自治区的若干县级自治行政区称为自治旗，自治旗与自治县在行政层级、政权机关设置上基本相同。
市辖区由直辖市、设区的市设置的用以承载着城市核心功能的一级行政区划。市辖区设区人民代表大会、区人民政府等政权机关。
林区、特区均属县一级行政区划。林区设立在森林资源丰富的地区，负责森林资源的保护、管理和合理利用。现有湖北省神农架林区共1个林区。特区是计划经济时代在若干工矿企业特别集中的区域所设的一种县级行政区。现仅存贵州省六盘水市六枝特区共1个特区。

### 乡级行政区
乡级行政区是中华人民共和国最低层级的地方行政区，位于县级行政区之下。根据民政部《民政事业发展统计公报》，乡级行政区可划分为镇、乡、民族乡、苏木、民族苏木、街道办事处、区公所八大类别。其中，由宪法明确规定设立的有乡、民族乡、镇。而街道办事处、区公所则是根据地方组织法另行规定设立的县级人民政府派出机关，不属于政权机关。
镇是县级行政区管辖的基层行政区划之一。镇的工商业较为集中，人口规模相对较大，经济较为发达。1955年国家颁布关于划分城镇标准的规定，规定县及县级以上政权所在地，其常住人口在2000人以上，其中非农业居民占50%以上方可设镇。1984年国家放宽了建镇标准，允许工商业比较集中的地区设镇，并实行了“镇管村”的体制。
乡亦是县级行政区管辖的基层行政区划之一，行政地位与镇同级，但区域面积相对较小，人口规模较少，经济相对薄弱，以农业人口为主。中华人民共和国成立后，设乡人民政府，受县领导。1958年农村人民公社化后，撤销乡制，人民公社行使乡一级政权。1982年12月全国人民代表大会通过的八二宪法规定恢复乡建制，乡设立乡人民代表大会和乡人民政府。1983年开始大范围撤公社建乡。内蒙古自治区的若干乡级行政区域称为苏木，苏木与乡在行政层级、政权机关设置上基本相同。
民族乡是少数民族聚居的乡一级行政区域，旨在保障少数民族的合法权益，促进民族团结和共同繁荣，但不属于民族自治地方。内蒙古自治区的若干乡级行政区域称为民族苏木，民族苏木与民族乡在行政层级、政权机关设置上基本相同。
街道办事处并非一级地方政权组织，而是不设区的市、市辖区人民政府依法经批准设置的派出机关，依法在本辖区内行使相应的政府管理职能，是城市基层政权的重要组成部分。尽管现行法律仅授权不设区的市、市辖区设置街道办事处，但实务中，部分县、自治县人民政府也设置了街道办事处。对此，河南省高级人民法院在（2019）豫行终2692号判决书中认为，县人民政府设置的街道办事处不能产生《地方组织法》所规定之法律后果，并非县级人民政府的派出机关，仅能在事实上按县级人民政府的派出机构对待，不具备独立的行政主体资格。
区公所并非一级政权组织，而是县、自治县人民政府经批准设置的派出机关，可以管理乡、镇等乡级行政区。县辖区曾作为县以下、乡以上的一级行政区域存在，但在历史演变过程中，大部分地区已撤销县辖区的建制。现仅存河北省涿鹿县南山区、新疆维吾尔自治区泽普县奎依巴格区共2个区公所。
乡级行政区按居民居住区域划分，下设农村村民委员会（内蒙古自治区的若干村级区域称牧民委员会）、城市社区居民委员会，作为基层群众性自治组织。基层群众性自治组织接受乡级行政区人民政府的指导，但不属于一级行政区划。

## 国家机构设置

### 政区行政级别
根据《公务员职务、职级与级别管理办法》、《公务员职务与职级并行规定》第六条，中华人民共和国公务员的领导职务层次（行政级别）分为国家级正职、国家级副职、省部级正职、省部级副职、厅局级正职、厅局级副职、县处级正职、县处级副职、乡科级正职、乡科级副职。其中省（自治区、直辖市）人民政府的行政级别为正省部级；普通地级市（地区、自治州、盟）人民政府（行署）的行政级别为正地厅级，普通县（自治县、县级市、市辖区、旗、自治旗）人民政府的行政级别为正县处级，普通乡（民族乡、镇、苏木、民族苏木、街道）人民政府（办事处）的行政级别为正乡科级。
特别地，副省级城市人民政府本级行政级别为副省部级；副省级城市的市辖区人民政府行政级别为副厅级，街道办事处行政级别为正处级；所辖县、县级市人民政府行政级别为正处级，街道办事处行政级别为正科级。根据《中央机构编制委员会印发〈关于副省级市若干问题的意见〉的通知》（中编发〔1995〕5号）规定，“（副省级城市）16市直属机关的级别，可比照国办发〔1993〕85号中关于国务院直属机构和部委管理的国家局的机构级别确定，即市直工作部门为副厅级，内设机构为处级。市辖区及其工作部门的级别，可比照市直机关相对应的关系确定；市辖县和代管的县级市的级别仍为处级，其工作部门仍为科级。”
直辖市的市辖区人民政府行政级别与地级行政区（市、地、州、盟）人民政府相当。根据《公务员职务与职级并行规定》第十条规定，“综合管理类公务员职级按照下列规格设置：……（三）市（地、州、盟）、直辖市的区领导班子设置一级巡视员，市（地、州、盟）、直辖市的区机关设置二级巡视员以下职级，副省级城市的区机关设置一级调研员以下职级；”
| 政府行政级别特殊的行政区类型简表（括注示例行政区）                                     | 政府行政级别特殊的行政区类型简表（括注示例行政区） | 政府行政级别特殊的行政区类型简表（括注示例行政区） | 政府行政级别特殊的行政区类型简表（括注示例行政区） | 政府行政级别特殊的行政区类型简表（括注示例行政区） | 政府行政级别特殊的行政区类型简表（括注示例行政区） | 政府行政级别特殊的行政区类型简表（括注示例行政区） | 政府行政级别特殊的行政区类型简表（括注示例行政区） |
| 情形                                                                                   | 行政区本级人民政府的行政级别                       | 行政区本级人民政府的行政级别                       | 行政区本级人民政府的行政级别                       | 行政区本级人民政府的行政级别                       | 行政区本级人民政府的行政级别                       | 行政区本级人民政府的行政级别                       | 行政区本级人民政府的行政级别                       |
| 情形                                                                                   | 正省部级                                           | 副省部级                                           | 正地厅级                                           | 副地厅级                                           | 正县处级                                           | 副县处级                                           | 正乡科级                                           |
| -------------------------------------------------------------------------------------- | -------------------------------------------------- | -------------------------------------------------- | -------------------------------------------------- | -------------------------------------------------- | -------------------------------------------------- | -------------------------------------------------- | -------------------------------------------------- |
| 普通行政区 （正常情形）                                                                | 省 （福建省）                                      |                                                    | 地级市 （福州市）                                  |                                                    | 县 （连江县）                                      |                                                    | 镇 （凤城镇）                                      |
| 副省级城市及其 市辖区、区辖街道办事处                                                  | 省 （福建省）                                      | 地级市 （厦门市）                                  |                                                    | 市辖区 （思明区）                                  | 街道 （鼓浪屿街道）                                |                                                    |                                                    |
| 副省级城市及其 市辖区、区辖街道办事处                                                  | 省 （山东省）                                      | 地级市 （济南市）                                  |                                                    | 市辖区 （章丘区）                                  | 街道 （双山街道）                                  |                                                    |                                                    |
| 副省级城市及其 市辖区、区辖街道办事处                                                  | 省 （山东省）                                      | 地级市 （济南市）                                  | 镇 （垛庄镇）                                      | 市辖区 （章丘区）                                  |                                                    |                                                    |                                                    |
| 副省级城市及其 市辖区、区辖街道办事处                                                  | 省 （山东省）                                      | 地级市 （济南市）                                  |                                                    |                                                    | 县 （商河县）                                      |                                                    | 街道 （许商街道）                                  |
| 副省级城市及其 市辖区、区辖街道办事处                                                  | 省 （山东省）                                      | 地级市 （济南市）                                  | 镇 （殷巷镇）                                      |                                                    | 县 （商河县）                                      |                                                    |                                                    |
| “直筒子市”的 街道办事处                                                                | 省 （甘肃省）                                      |                                                    | 地级市 （嘉峪关市）                                |                                                    | 街道 （雄关街道）                                  |                                                    |                                                    |
| “直筒子市”的 街道办事处                                                                | 省 （甘肃省）                                      |                                                    | 地级市 （嘉峪关市）                                | 镇 （峪泉镇）                                      |                                                    |                                                    |                                                    |
| 直辖市的 区县、乡镇（街道办事处）                                                      | 直辖市 （北京市）                                  |                                                    | 市辖区 （房山区）                                  |                                                    | 街道 （迎风街道）                                  |                                                    |                                                    |
| 直辖市的 区县、乡镇（街道办事处）                                                      | 直辖市 （北京市）                                  | 镇 （阎村镇）                                      | 市辖区 （房山区）                                  |                                                    |                                                    |                                                    |                                                    |
| 直辖市的 区县、乡镇（街道办事处）                                                      | 直辖市 （北京市）                                  |                                                    |                                                    | 县 （密云县）                                      | 镇 （古北口镇）                                    |                                                    |                                                    |
| 以上行政区在民政部登记的行政区类型： 省级行政区； 地级行政区； 县级行政区； 乡级行政区 |                                                    |                                                    |                                                    |                                                    |                                                    |                                                    |                                                    |

有研究认为，地方长官个人的职务级别与行政区划本级国家机构的行政级别存在区别，但又有相互影响。比如，在某些情形下，一些地级市、省直管县（县级市）的领导，比基准情形下的级别高半级。譬如，省会城市是一省的行政中心，当地市委书记往往由副省级的省委常委兼任，级别高于普通地级市市委书记。故不能单纯以地方长官个人的职务级别来判断行政区划本级国家机构的行政级别。

### 各级国家机构
依照《中华人民共和国宪法》，各省（自治区、直辖市）、设区的市（自治州）、县（市辖区、不设区的市、自治县）、乡（民族乡、镇）設立人民代表大會，由各级人民代表大会产生本级人民政府、监察委员会、人民法院、人民检察院。各級人民代表大會由民主選舉產生，並對人民負責、受人民監督。選舉採分階段進行，在鄉級、縣級行政区舉辦直接選舉。当选的縣級人民代表大會代表再选出更高級別的人民代表大會代表，並由這些代表選出全國人大代表。
| 行政区类型 | 权力机关                    | 行政机关           | 监察机关              | 审判机关     | 检察机关                      |
| --- | --------------------------- | ------------------ | --------------------- | ------------ | ----------------------------- |
| —省级行政区— |                             |                    |                       |              |                               |
| 省 | 人民代表大会 及其常务委员会 | 人民政府           | 监察委员会            | 高级人民法院 | 人民检察院                    |
| 自治区 | 人民代表大会 及其常务委员会 | 人民政府           | 监察委员会            | 高级人民法院 | 人民检察院                    |
| 直辖市 | 人民代表大会 及其常务委员会 | 人民政府           | 监察委员会            | 高级人民法院 | 人民检察院                    |
| 特别行政区 | 立法会                      | 政府               | 廉政公署              | 終審法院     | 律政司（香港） 检察院（澳門） |
| —地级行政区— |                             |                    |                       |              |                               |
| 地级市 | 人民代表大会 及其常务委员会 | 人民政府           | 监察委员会            | 中级人民法院 | 人民检察院                    |
| 自治州 | 人民代表大会 及其常务委员会 | 人民政府           | 监察委员会            | 中级人民法院 | 人民检察院                    |
| 地区（盟） | 省级人大常委会的工作委员会§ | 行政公署★          | 监察委员会※           | 中级人民法院 | 省级人民检察院的分院※         |
| —县级行政区— |                             |                    |                       |              |                               |
| 县（旗） | 人民代表大会 及其常务委员会 | 人民政府           | 监察委员会            | 人民法院     | 人民检察院                    |
| 自治县（自治旗）                                                                                                   | 人民代表大会 及其常务委员会 | 人民政府           | 监察委员会            | 人民法院     | 人民检察院                    |
| 县级市 | 人民代表大会 及其常务委员会 | 人民政府           | 监察委员会            | 人民法院     | 人民检察院                    |
| 市辖区 特区 | 人民代表大会 及其常务委员会 | 人民政府           | 监察委员会            | 人民法院     | 人民检察院                    |
| 林区 | 法律法规未明确规定          | 法律法规未明确规定 | 法律法规未明确规定    | 人民法院     | 人民检察院※                   |
| —乡级行政区— |                             |                    |                       |              |                               |
| 乡（苏木） | 人民代表大会 及其主席团     | 人民政府           | 派出监察机构（专员）※ | 人民法庭※    | 检察室※                       |
| 民族乡（民族苏木）                                                                                                 | 人民代表大会 及其主席团     | 人民政府           | 派出监察机构（专员）※ | 人民法庭※    | 检察室※                       |
| 镇 | 人民代表大会 及其主席团     | 人民政府           | 派出监察机构（专员）※ | 人民法庭※    | 检察室※                       |
| 街道 | 县级人大常委会的工作委员会§ | 街道办事处★        | 派出监察机构（专员）※ | 人民法庭※    | 检察室※                       |
| 县辖区 | 县级人大常委会的工作委员会§ | 区公所★            | 派出监察机构（专员）※ | 人民法庭※    | 人民检察院※                   |
| 图例： §：上级人大常委会的工作机构； ★：上级人民政府的派出机关； ※：上级监察委员会、人民法院、人民检察院的派出机构 |                             |                    |                       |              |                               |

1. 1 2  根据《中华人民共和国人民法院组织法》《中华人民共和国人民检察院组织法》，在直辖市内可以设立若干跨行政区的中级人民法院，在省、自治区内可以按地区设立中级人民法院[39]；省、自治区、直辖市人民检察院可以设置分院，作为设区的市级人民检察院[40]。
2. ↑  省、自治区、直辖市人民检察院均属省级人民检察院。
3. ↑  特别行政区的立法会仅为該特别行政区的立法机关，并非国家权力机关。
4. 1 2  设区的市、自治州人民检察院及省、自治区人民检察院分院均属设区的市级人民检察院。
5. ↑  省级人民代表大会常务委员会××地区工作委员会（简称“地区人大工委”）属省级人大常委会的工作机构。《地方组织法》第五十九条规定，“省、自治区的人民代表大会常务委员会可以在地区设立工作机构[4]。”
6. ↑  《中华人民共和国监察法释义》指出，“一般来说，地区、盟等地方的监察机构，可以采取派出监察机构的形式[41]”。
7. 1 2  县级行政区人民法院属基层人民法院。县级行政区人民检察院属基层人民检察院。
8. ↑  《宪法》规定，“省、自治区分为自治州、县、自治县、市……较大的市分为区、县[3]”。《地方组织法》第七条、第四十六条、第六十一条[4]及《中华人民共和国监察法》第七条[42]对县、自治县、市、市辖区设置人民代表大会、人民代表大会常务委员会、人民政府、监察委员会作出明确规定。但均未从法律层面授权省辖林区设置人民代表大会、人民代表大会常务委员会、人民政府、监察委员会。另一方面，《人民法院组织法》第十二条规定，“人民法院分为：（一）最高人民法院；（二）地方各级人民法院；（三）专门人民法院[39]。”林区人民法院属于专门人民法院的一种。目前，省辖林区仅1个，即湖北省神农架林区。神农架林区现设有林区人民代表大会、人民代表大会常务委员会、人民政府、监察委员会、人民法院、人民检察院。
9. ↑  1979年《人民检察院组织法》明确规定，“省一级人民检察院……根据工作需要，提请本级人民代表大会常务委员会批准，可以在工矿区、农垦区、林区等区域设置人民检察院，作为派出机构[43]。”
10. ↑  《中华人民共和国监察法》第七条规定，“省、自治区、直辖市、自治州、县、自治县、市、市辖区设立监察委员会”；第十二条规定，“各级监察委员会可以向……辖区内特定区域……派驻或者派出监察机构、监察专员[42]。”因此，乡级行政区依法不设置监察委员会。各地监察委员会可以向乡镇一级派驻监察机构，机构设置依地区差异而有所不同，有监察组、监察专员办公室、监察办公室、监察室等[44]。县级行政区监察委员会派驻乡镇监察机构一般与乡级行政区纪委合署办公。
11. ↑  《中华人民共和国人民法院组织法》第二十六条规定，“基层人民法院根据地区、人口和案件情况，可以设立若干人民法庭。人民法庭是基层人民法院的组成部分。人民法庭的判决和裁定即基层人民法院的判决和裁定[39]。”
12. ↑  乡（镇、街道）检察室属基层人民检察院的派出机构。《中华人民共和国人民检察院组织法》第十七条规定，“人民检察院根据检察工作需要，可以在监狱、看守所等场所设立检察室，行使派出它的人民检察院的部分职权，也可以对上述场所进行巡回检察[40]。”最高人民检察院《人民检察院乡（镇）检察室工作条例》（高检发〔1993〕19号）规定，县（市）、市辖区人民检察院可以设置乡（镇）检察室，作为派驻乡（镇）的工作机构[45][46]。
13. ↑  县级人民代表大会常务委员会××街道工作委员会（简称“街道人大工委”）属县级人大常委会的工作机构。《地方组织法》第五十九条规定，“市辖区、不设区的市的人民代表大会常务委员会可以在街道设立工作机构。县、自治县的人民代表大会常务委员会可以比照前款规定，在街道设立工作机构[4]。”《地方组织法》虽未明确指出县辖区可以设置人大常委会的工作机构（不同于地区、街道[4]）。但该法第五十九条容许地方各级人大常委会根据工作需要，设立法制工作委员会等其他工作机构[4]。
14. ↑  县辖区人民检察院属基层人民检察院的派出机构。1979年《人民检察院组织法》明确规定，“县一级人民检察院，根据工作需要，提请本级人民代表大会常务委员会批准，可以在工矿区、农垦区、林区等区域设置人民检察院，作为派出机构[43]”。中华人民共和国现有县辖区2个，其中涿鹿县人民检察院在该县南山区设置“涿鹿县南山区人民检察院”[47]。

## 区划沿革
中华人民共和国行政区划源于中国共产党在革命根据地时代建立的行政区划体系。与国民政府设置的行政区划体系类似但有所区别。1949年中华人民共和国成立时，全国行政区划分为大区级、省级、专区级、县级、乡级五级行政区划，共设置大行政区5个，以及由大行政区管辖的30个省、12个直辖市、1个自治区、5个行署区、1个地方、1个地区（华北地区各省、直辖市及内蒙古自治区归中央人民政府直管）。
1950年1月，政务院《省人民政府组织通则》，第13条规定：“各省得根据需要划为若干专员区”。此后，地级行政区有多次演变。1950年12月，撤销旅大行署区，设立旅大市，并设立中央人民政府华北事务部。撤销四川省，设立川东、川南、川西、川北4个行署区。
1952年，撤销中央人民政府华北事务部，设立政务院华北行政委员会。并将原来的大行政区改称为行政委员会。1952年8月7日，中央人民政府委员会第十七次会议，全国范围内的调整行政区划，撤销了行署区的建制，组建安徽省、四川省。11月15日，中央人民政府委员会第十九次会议通过组建江苏省。撤销平原省，将其行政区域并入河南、山东二省。撤销察哈尔省，将其行政区域并入河北、山西二省。直辖南京市改为江苏省省辖市。
1953年，吉林省的长春市和松江省的哈尔滨市升为直辖市。总计6个行政区，各行政区合计下辖30个省、1个自治区、14个直辖市、1个地方、1个地区。
1954年，撤销6大行政委员会，最高一级的地方行政单位变为省。撤销辽东、辽西二省，恢复辽宁省。撤销松江省，将其行政区域并入黑龙江省。撤销宁夏省，将其行政区域并入甘肃省；1954年6月撤销绥远省，将其行政区域并入内蒙古自治区。归绥市改称呼和浩特市，定为自治区首府。总计26个省、1个自治区、3个直辖市、1个地方、1个地区。
1955年7月30日，撤销热河省，将其行政区域并入河北省、辽宁省及内蒙古自治区；1955年10月，撤销西康省，将其行政区域并入四川省；1955年10月1日，撤销新疆省，设立新疆维吾尔自治区，自治区首府乌鲁木齐市（1953年迪化新名），成立西藏自治区筹备委员会，昌都地区划其管辖。1958年3月5日，撤销广西省，正式设立广西僮族自治区。
1958年，开始推广人民公社，乡、镇被逐渐废除。1958年10月25日，从甘肃省划出部分区域，正式成立宁夏回族自治区；1958年2月11日，中央直辖的天津市改为河北省省辖市。至此全国分为22个省、4个自治区、2个直辖市、1个自治区筹备委员会。
1965年9月9日，西藏自治区正式成立；1965年10月12日，广西僮族自治区更名为广西壮族自治区。1967年1月2日，河北省天津市重新升为中央直辖市。截至1967年全国分为22个省、5个自治区、3个直辖市。
1982年，全国人大通过八二宪法，废除人民公社，恢复乡、镇建制。
1988年4月13日，撤销海南行政区，设立海南省。1997年3月14日，四川省重庆市重新升为中央直辖市。设立重庆直辖市，管辖原四川省重庆市、万县市、涪陵市和黔江地区所辖行政区域。
1997年7月1日，对香港行使主权，设立香港特别行政区。1999年12月20日，对澳门行使主权，设立澳门特别行政区。至此，共计23个省、5个自治区、4个直辖市和2个特别行政区，共计34个省级行政区。

1949年
1950年
1952年
1954年
1955年
1966年
1968年
1979年
大行政区 （1949-1954）